# Michael Epkenhans
Michael Epkenhans, nemški zgodovinar, * 1955.
V svojem znanstvenem delu se je posvetil raziskovanju Kaiserliche Marine. Od februarja 2009 je raziskovalni direktor Vojškozgodovinske raziskovalne pisarne Bundeswehra.